# ベラヤ空軍基地
ベラヤ空軍基地（ベラヤくうぐんきち、ロシア語: Авиационная база Белая）は、ロシア連邦イルクーツク州のウソリエ＝シビルスコエに位置する、ロシア航空宇宙軍の基地である。Tu-22M3爆撃機を運用する第200親衛重爆撃連隊などが所在している。

## ロシアによるウクライナ侵攻
ロシアによるウクライナ侵攻中の2025年6月1日、ウクライナ保安庁が蜘蛛の巣作戦を実施し、ドローンがベラヤ空軍基地を奇襲攻撃し、駐機中のTu-22M3やTu-95など少なくとも4機が深刻な損傷を負った。
ドローンは、大型トラックの荷台に積載された木製コンテナから遠隔操作で発進し、基地を攻撃した。

## 所在部隊
遠距離航空コマンド隷下
- 第326重爆撃航空師団（英語版）
  - 第200親衛重爆撃連隊 - Tu-22M3[3][4]
  - 第444重爆撃連隊 - Tu-22M3[3][4]
  - 第181独立混成飛行隊 - An-12、An-30[3][4]